# Нови извор
Нови извор е село в Южна България. То се намира в община Асеновград, област Пловдив.

## География
Село Нови Извор се намира на 18 км източно от Асеновград.

## История
През 1906 г. – преименува с. Игилер на с. Нови Извор.
В селото се изповядва християнство и ислям.В центъра на селото се намира църквата „Св. Георги“. Недалеч от нея има аязмо с лековита вода за очни болести.
През селото минава река на име Чинардере.На 7 км от селото се намира Араповският манастир „Св. Неделя“ – единственият построен в равнината през османското владичество.
В селото има още паметник на загиналите в Балканската, Първата световна и Втората световна война.
Тук се намира защитена местност „Дъбето“ обявена със Заповед № 650 от 23.11.2000 г. на Министъра на околната среда и водите. Местността представлява вековна благуново-летен дъбова гора, единствената равнинна естествена дъбова гора в област Пловдив. Площта на гората е 10,34 хектара.

## Личности
- Ангел Йорданов (р. 1921), български политик, член на БЗНС
- Христо Колев- Бащата- бивш футболист на Локомотив Пловдив. Има 38 гола в 83 мача за Локомотив (Пловдив), с което заема деветото място във вечната клубна ранглиста.Участва в националния отбор, където вкарва 8 гола за 20 мача. Играе на СП Мексико'86; В олимпийския национален отбор играе 3 мача, а в младежкия национален отбор – 4 мача, при които вкарва два гола.

## Други
В Нови извор се намира най-големият в Област Пловдив лозов масив на сорта грозде Мавруд. Голяма част от населението се занимава с отглеждането на най-стария сорт грозде в България.
В селото почти няма безработица. По-голямата част от населението е заето в строителството и шивашката промишленост. Голяма част от жителите работят в Асеновград и Пловдив. В Нови Извор има няколко фирми занимаващи се със селскостопанска продукция и био земеделие. Малка част от населението е заето в селското стопанство. Отглеждат се едър рогат добитък и овце. От растениевъдството е застъпено отглеждането на пъпеши, пипер, домати, патладжани, краставици, тютюн и пшеница и др. Също така в селото се намира и Хотелски Комплекс Нови Извор които, разполага с 4 басейна, спортна зала, детска площадка, ресторант, барбекюта и др.
В с. Нови извор има детска градина, читалище и библиотека.
Селото има стадион в който домакинства местни футболен клуб „Тракия“-с. Нови извор. Клубът се състезава в „А“ регионална футболна група Юг, като две предходни поредни сезона 2017-2018 и 2018-2019 е първенец е „Б“ регионална група Юг.
1. ↑  www.grao.bg